# Orpheus Sarmaticus
Orpheus Sarmaticus (Orfeusz sarmacki) – utwór poetycki Jana Kochanowskiego w języku łacińskim dołączony jako epilog do Odprawy posłów greckich
Według relacji Reinholda Heidensteina w trakcie prapremiery Odprawy, która odbyła się 12 stycznia 1578 podczas wesela Jana Zamoyskiego z Krystyną Radziwiłłówną, wiersz został odśpiewany przy akompaniamencie lutni. Utwór ukazał się drukiem w 1578 wraz z pierwszym wydaniem Odprawy w Warszawie nakładem mobilnej filii krakowskiej drukarni Mikołaja Szarffenbergera. Orpheus wraz z odprawą wszedł też w skład pośmiertnego wydania dzieł Kochanowskiego z przełomu 1585 i 1586.